# Pod Dračí skálou
Pod Dračí skálou je přírodní památka v katastrálním území Fojtka v okrese Liberec na severní stráni kopce Dračí vrch (676 metrů). Správa CHKO Jizerské hory. Území je chráněno od roku 1967.

## Popis území
Důvodem ochrany je bohatá lokalita tisu červeného v Jizerských horách. Chráněné území se nachází na ploše 0,82 ha v nadmořské výšce 535–565 metrů. Počet nalezených tisů je zde 537 z toho zhruba 467 semenáčů. Větších rostlin zde roste na 70. Nejstarší exempláře dosahují věku 400 let. Naleziště je oploceno.

## Historie
V roce 1850 byly takřka všechny mladší exempláře rostoucí všude na svazích kolem Fojtky, vyhubeni. Důvodem byla zvěř olupující tisy, kterou Clamm-Gallasové uzavřeli do nové obory. V roce 1929 byl proveden soupis fojteckých tisů a byla nařízena jejich ochrana.

## Naučná stezka
První naučná stezka nalezištěm byla vytvořena v roce 1980 Mladými ochránci Jizerských hor. Rok 1998 přinesl kompletní generální údržbu areálu (oplocení, tabule naučné stezky, schody atd.).